# Nonea heterostemon
Nonea heterostemon là loài thực vật có hoa trong họ Mồ hôi. Loài này được Murb. mô tả khoa học đầu tiên năm 1898.